# Live for Today
Live for Today è una canzone del gruppo musicale statunitense Toto, estratta come terzo ed ultimo singolo dal loro terzo album Turn Back nel 1981.
Scritto da Steve Lukather, il brano segue la scia hard rock unita al sound AOR che in quegli era molto popolare. La canzone è interamente cantata da Steve Lukather, con voci secondarie affidate a David Paich e Bobby Kimball che in questo brano suona anche la tastiera.
Fu l'unico singolo estratto dall'album ad ottenere un discreto successo, avendo raggiunto la posizione numero 40 della Mainstream Rock Songs negli Stati Uniti, ma ha tuttavia fallito l'accesso alla Billboard Hot 100.

## Video musicale
Il videoclip del brano mostra la band che si esibisce in studio, stavolta però non è un live in studio (come per il precedente Goodbye Elenore), ma un video vero e proprio. Questo è anche l'ultimo video in cui compare David Hungate, bassista della band, che lascerà i Toto nel 1982, pur avendo  già registrato le parti di basso dei brani di Toto IV.

## Tracce
1. Live for Today
2. A Million Miles Away

## Formazione
- Steve Lukather – chitarra elettrica e voce principale
- Bobby Kimball – voce secondaria e tastiere
- David Paich – tastiere e voce secondaria
- Steve Porcaro – tastiere
- David Hungate – basso
- Jeff Porcaro – percussioni